# Морис-Беле, Николя
Николя́ Мори́с-Беле́ (фр. Nicolas Maurice-Belay; 19 апреля 1985, Сюси-ан-Бри, Франция) — французский футболист, левый полузащитник.

## Карьера
Воспитанник футбольной школы «Монако». В 2007 году он пришёл в «Сошо», подписав контракт сроком на четыре года. В новом клубе Николя сразу стал лидером команды, в котором он провел четыре успешных сезона, дважды выводя свой клуб в еврокубки. 24 июня 2011 года, после окончания контракта с «Сошо», полузащитник перебрался в «Бордо».

## Достижения
«Бордо»
- Обладатель Кубка Франции: 2012/13